# Вильмова, Марина Александровна
Марина Александровна Вильмова (род. 12 июня 1987) — мастер спорта России международного класса (вольная борьба), бронзовый призёр чемпионата Европы 2012 года.

## Спортивная карьера
Выступает за Бурятию. Участница четырёх чемпионатов России: 2007 (бронза), 2008 (золото), 2009 (серебро), 2011 (золото). Дважды (2011, 2012) занимала третье место на Кубке Ивана Ярыгина. 
Студентка экономического факультета БурГСХА.